# De Canle
De Canle es el nombre de una variedad cultivar de manzano (Malus domestica). Esta manzana es originaria de Galicia, está cultivada en la colección de árboles frutales y banco de germoplasma de Mabegondo con el Nº 190; ejemplares procedentes de esquejes localizados en Santa María de Roo, parroquia del municipio de Noya (La Coruña).

## Sinónimos
- "Manzana De Canle",[4][5]
- "Maceira De Canle".

## Características
El manzano de la variedad 'De Canle' tiene un vigor vigoroso. Tamaño grande y porte erguido.
Época de inicio de brotación a partir del 22 de abril y de floración a partir del 21 de mayo.
Las hojas tienen una longitud del limbo de tamaño medio, con la máxima anchura del limbo es estrecha. Longitud de las estípulas es media y la máxima anchura de las estípulas es media. Denticulación del borde del limbo es biondulado, con la forma del ápice del limbo cuspidado y la forma de la base del limbo es agudo. Con subestípulas presentes.
Sus flores tienen una longitud de los pétalos es media, con una anchura de los pétalos media, disposición de los pétalos en contacto entre sí, con una longitud del pedúnculo larga.
La variedad de manzana 'De Canle' tiene un fruto de tamaño pequeño, de forma plana-globosa, de color amarillo, con chapa lavada, e intensidad pálida. Epidermis de textura desigual, sin pruina en su superficie y con presencia de cera media. Sensibilidad al "russeting" (pardeamiento áspero superficial que presentan algunas variedades) poco sensible. Con lenticelas de tamaño pequeño.
Los sépalos están dispuestos de forma parcialmente replegados, y superpuestos en su base; su fosa calicina es muy profunda y de una anchura estrecha. Pedúnculo de grosor estrecho y de longitud medio, siendo la cavidad peduncular de una profundidad profunda y de anchura media. Con pulpa de color crema, cuya firmeza es intermedia y su textura es intermedia; su jugosidad es intermedia, con sabor de acidez débil, y aromática.
Época de maduración y recolección desde el 10 de septiembre. 'De Canle' es una manzana que su destino es la conservación de esta variedad en el banco de germoplasma de Mabegondo como reserva genética.

## Susceptibilidades
- Oidio: ataque débil
- Moteado: no presenta
- Raíces aéreas: ataque medio
- Momificado: no presenta
- Pulgón lanígero: no presenta
- Pulgón verde: ataque medio
- Araña roja: no presenta
- Chancro del manzano: no presenta.[3]